# Giro de Emília de 2019
A 102.ª edição da clássica ciclista Giro de Emília foi uma carreira na Itália que se celebrou a 5 de outubro de 2019 sobre um percurso de 207,4 quilómetros com início na cidade de Bolonha e final na cidade de San Luca.
A carreira fez parte do UCI Europe Tour de 2019, dentro da categoria 1.hc. O vencedor foi o esloveno Primož Roglič da Jumbo-Visma seguido do canadiano Michael Woods e o colômbiano Sergio Higuita, ambos da equipa EF Education First.

## Equipas participantes
Tomaram parte na carreira 25 equipas: 8 de categoria UCI World Team; 11 de categoria Profissional Continental; e 6 de categoria Continental. Formando assim um pelotão de 166 ciclistas dos que acabaram 65. As equipas participantes foram:
| Equipes WorldTeam (11)- Trek-Segafredo - Team Jumbo-Visma - Mitchelton-Scott - Movistar Team - Astana - Groupama-FDJ - EF Education First - UAE Team Emirates - AG2R La Mondiale - Bahrain-Merida - Ineos Equipes profissionais Continentais (8)- Arkéa-Samsic - Neri Sottoli-Selle Italia-KTM - Wanty-Groupe Gobert - Nippo Vini Fantini Faizanè - Gazprom-RusVelo - Androni Giocattoli-Sidermec - Bardiani CSF - Caja Rural-Seguros RGA Equipes Continentais (6)- Sangemini-Trevigiani-MG.Kvis - Amore & Vita-Prodir - Petroli Firenze-Maserati-Hopplà - Team Colpack - Giotti Victoria-Palomar - Biesse Carrera Gavardo |
| |

## Classificação final
- As classificações finalizaram da seguinte forma:[4]

| \| Classificação geral \| Classificação geral \| Classificação geral \| Classificação geral \| Classificação geral \| \| Ciclista \| Ciclista \| Equipe \| Tempo \| \| \| ------------------- \| ------------------- \| ------------------- \| ------------------- \| ------------------- \| \| 1. \| Primož Roglič \| Team Jumbo-Visma \| 5h08m08s \| \| \| 2. \| Michael Woods \| EF Education First \| + 15s \| \| \| 3. \| Sergio Higuita \| EF Education First \| + 15s \| \| \| 4. \| Bauke Mollema \| Trek-Segafredo \| + 17s \| \| \| 5. \| Alejandro Valverde \| Movistar Team \| + 17s \| \| \| 6. \| Diego Ulissi \| UAE Team Emirates \| + 21s \| \| \| 7. \| Pierre Latour \| AG2R La Mondiale \| + 24s \| \| \| 8. \| Jakob Fuglsang \| Astana \| + 24s \| \| \| 9. \| Egan Bernal \| Team Ineos \| + 28s \| \| \| 10. \| Gianluca Brambilla \| Trek-Segafredo \| + 32s \| \| |                    |                    |          |
| |                    |                    |          |
| Fonte: ProCyclingStats |                    |                    |          |
| Classificação geral |                    |                    |          |
| Ciclista | Ciclista           | Equipe             | Tempo    |
| 1. | Primož Roglič      | Team Jumbo-Visma   | 5h08m08s |
| 2. | Michael Woods      | EF Education First | + 15s    |
| 3. | Sergio Higuita     | EF Education First | + 15s    |
| 4. | Bauke Mollema      | Trek-Segafredo     | + 17s    |
| 5. | Alejandro Valverde | Movistar Team      | + 17s    |
| 6. | Diego Ulissi       | UAE Team Emirates  | + 21s    |
| 7. | Pierre Latour      | AG2R La Mondiale   | + 24s    |
| 8. | Jakob Fuglsang     | Astana             | + 24s    |
| 9. | Egan Bernal        | Team Ineos         | + 28s    |
| 10. | Gianluca Brambilla | Trek-Segafredo     | + 32s    |

## UCI World Ranking
O Giro de Emília outorgou pontos para o UCI Europe Tour de 2019 e o UCI World Ranking, este último para corredores das equipas nas categorias UCI World Team, Profissional Continental e Equipas Continentais. A seguinte tabela são o barómetro de pontuação e os 10 corredores que obtiveram mais pontos:
| Posição             | 1.º | 2.º | 3.º | 4.º | 5.º | 6.º | 7.º | 8.º | 9.º | 10.º | 11.º | 12.º | 13.º | 14.º | 15.º | 16.º-30.º | 31.º-40.º |
| Classificação geral | 200 | 150 | 125 | 100 | 85  | 70  | 60  | 50  | 40  | 35   | 30   | 25   | 20   | 15   | 10   | 5         | 3         |

| Classificação |                    |                    |       |
| Posição       | Ciclista           | Equipa             | Geral |
| ------------- | ------------------ | ------------------ | ----- |
| 1.º           | Primož Roglič      | Jumbo-Visma        | 200   |
| 2.º           | Michael Woods      | EF Education First | 150   |
| 3.º           | Sergio Higuita     | EF Education First | 125   |
| 4.º           | Bauke Mollema      | Trek-Segafredo     | 100   |
| 5.º           | Alejandro Valverde | Movistar           | 85    |
| 6.º           | Diego Ulissi       | UAE Emirates       | 70    |
| 7.º           | Pierre Latour      | AG2R La Mondiale   | 60    |
| 8.º           | Jakob Fuglsang     | Astana             | 50    |
| 9.º           | Egan Bernal        | INEOS              | 40    |
| 10.º          | Gianluca Brambilla | Trek-Segafredo     | 35    |